# Phyllopentas schimperi
Phyllopentas schimperi är en måreväxtart som först beskrevs av Ferdinand von Hochstetter, och fick sitt nu gällande namn av Ined.. Phyllopentas schimperi ingår i släktet Phyllopentas och familjen måreväxter. Inga underarter finns listade i Catalogue of Life.